# دونالد سلون
دونالد سلون (بالإنجليزية: Donald Sloan)‏ مواليد 15 يناير 1988، هو لاعب كرة سلة أمريكي يلعب مع فريق إنديانا بايسرز في الرابطة الوطنية لكرة السلة ويحمل الرقم 15. يبلغ طوله 6 قدم 3 بوصة (1.9 م).

## فرق لعب لها
- أتلانتا هوكس
- نيو أورلينز بيليكانز
- كليفلاند كافالييرز
- نيو أورلينز بيليكانز

## روابط خارجية
- دونالد سلون على موقع إن بي أي (الإنجليزية)
- دونالد سلون على موقع سبورتس رفرنس (الإنجليزية)
- دونالد سلون على موقع كرة السلة الأوروبية.كوم (الإنجليزية)
- دونالد سلون على موقع إي إس بي إن.كوم (الإنجليزية)
- دونالد سلون على موقع كلية كرة السلة في سبورتس رفرنس.كوم (الإنجليزية)
- دونالد سلون على موقع ريلجم (الإنجليزية)
- دونالد سلون على موقع بروبوليرز (الإنجليزية)
- دونالد سلون على موقع سبورتس رفرنس (الإنجليزية)
- دونالد سلون على موقع سبورتس رفرنس (الإنجليزية)